# NGC 6987
NGC 6987 (również PGC 65807) – galaktyka eliptyczna (E), znajdująca się w gwiazdozbiorze Indianina. Odkrył ją John Herschel 30 września 1834 roku.